# IC 413
IC 413 је лентикуларна галаксија у сазвјежђу Орион која се налази на листи објеката дубоког неба у Индекс каталогу.
Деклинација објекта је + 3° 28' 56" а ректасцензија 5h 21m 58,7s. Привидна величина (магнитуда) објекта IC 413 износи 13,8 а фотографска магнитуда 14,8. IC 413 је још познат и под ознакама IC 2124, UGC 3299, MCG 1-14-35, KCPG 107B, VV 225, VV 630, CGCG 421-42, PGC 17181.